# Hans van der Laan

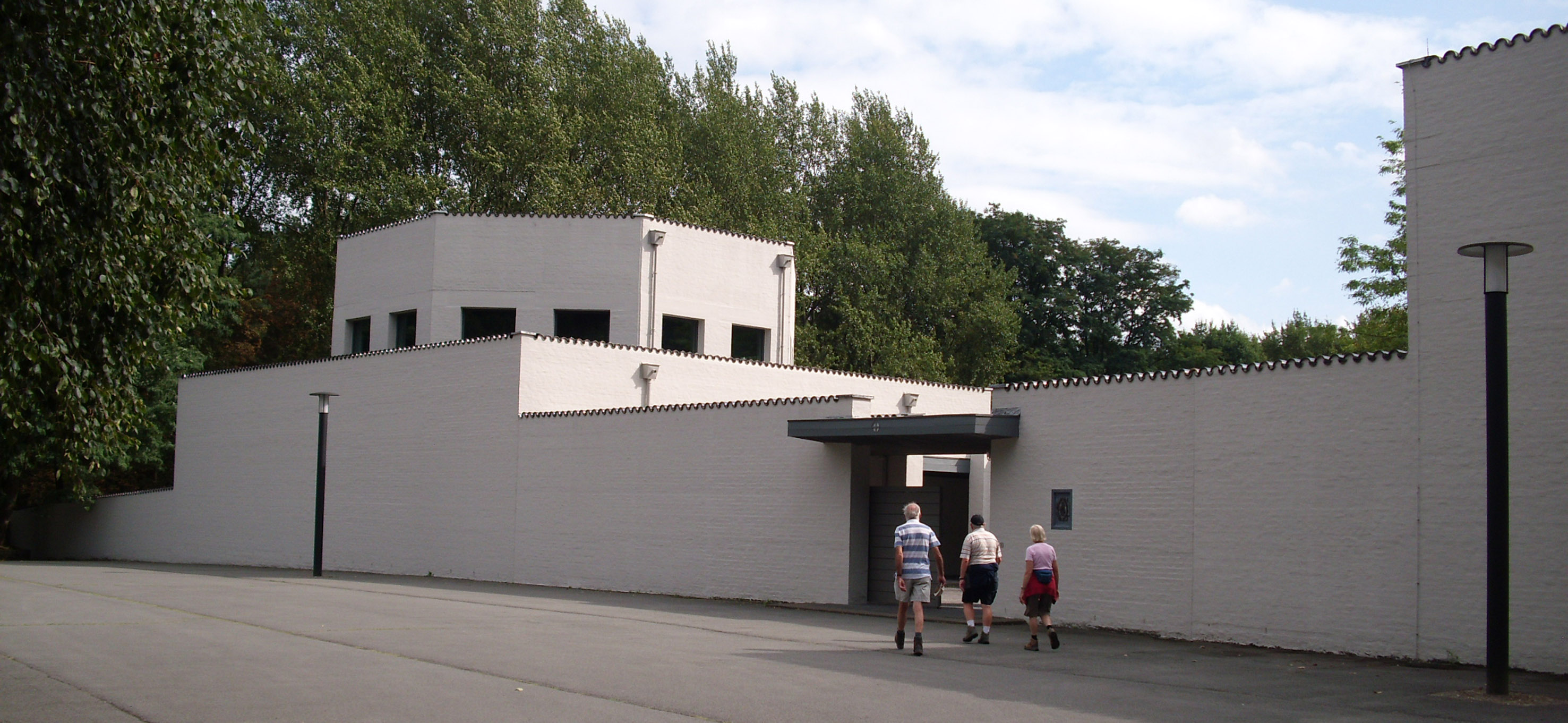
Klasztor w Waasmunster

Hans van der Laan OB (ur. 29 grudnia 1904 w Lejdzie, zm. 19 sierpnia 1991 w Mamelis) – holenderski mnich, architekt i filozof architektury.
Syn architekta Leonarda van der Laana i Anny Stadhouder. W 1923 roku rozpoczął studia na wydziale architektury Uniwersytetu Technicznego w Delfcie. W 1927 roku wstąpił do zakonu Benedyktynów w Oosterhout, gdzie studiował filozofię i teologię. Święcenia kapłańskie przyjął w 1934 roku.
Jako mnich nie przestał projektować. Były to głównie obiekty sakralne, meble i szaty liturgiczne. Poza projektami pozostawił po sobie  publikacje na temat teorii architektury. Zajmował się fundamentalnymi zagadnieniami architektury. Van der Laan opracował system proporcji, bazując na możliwościach odkrytej przez niego liczby plastycznej. Jego najważniejsze zrealizowane dzieła to kościół w Vaals w Holandii, klasztor Rosenberg w Waasmunster w Belgii oraz klasztor w Tomelilla w Szwecji.